# Dogū

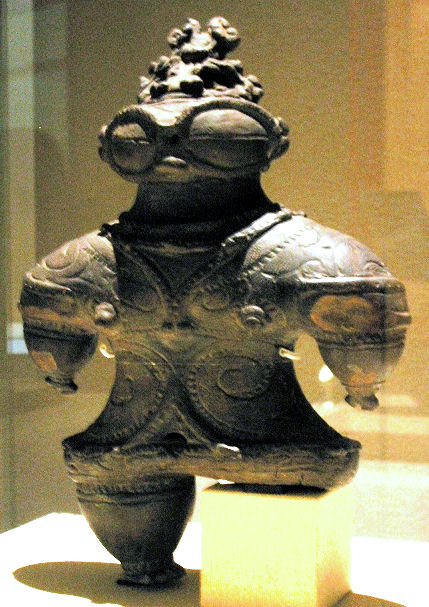
Shakōki Dogū (遮光器土偶) aus der Späten Jōmon-Zeit (1000–400 v. Chr.) und ausgestellt im Tokyo National Museum

Die Dogū (jap. 土偶, dt. „Erdfigur“) sind Statuen aus der traditionellen japanischen Kunst aus Terrakotta. Sie stellen meist eine weibliche Figur dar, teils aber auch Männer oder Tiere. Sie treten von der Mitte bis zum Ende der Jōmon-Zeit auf. 
Sie haben ein Gesicht, abstehende Beine und ziemlich kleine Arme und kugelförmige, manchmal mit einem Querstrich geteilte „Froschaugen“. Diese Skulpturen sind oft mit komplexen geometrischen Mustern verziert. Selbst die kleineren Figuren in der Größe von 15 bis 25 cm betonen meist die weiblichen Geschlechtsmerkmale. Sie stehen in Zusammenhang mit der Vorstellung von einer Muttergottheit. Die Figuren deuten auf einen Fruchtbarkeitskult hin.
Man findet sie zu Ende der Jomon-Zeit auch in vereinfachten Formen, die Doban genannt werden, auf deren Grundlage wurden zu dieser Zeit auch Domen genannte Masken hergestellt.
Ihre ehemalige Bedeutung und ihre mögliche Beziehung zu den in der Kofun-Zeit als Grabbeigabe auftretenden Haniwa ist noch unbekannt.

## Trivia
Bei Vertretern der pseudowissenschaftlichen Prä-Astronautik-Theorie erfreuen sich die Dogū-Figuren seit Jahrzehnten einer großen Beliebtheit; bekannte Autoren aus diesem Genre interpretieren sie als hochentwickelte und extraterrestrische Lebensformen in Raum- und Tauchanzügen, die in der Vorzeit und Antike die Menschheit besucht hätten. Erich von Däniken schreibt in Der Götterschock (1992): „Diesmal stecken die himmlischen Gehilfen in aufgedunsenen Anzügen, anstelle der Hände tragen sie roboterähnliche Greifer, auf die sich leicht verschiedene Spezialwerkzeuge einrasten ließen. Die Augen sind hinter übergroßen, brillenartigen Visieren versteckt, und der ganze Schädel mitsamt Brille steckt unter einem geschlossenen Helm [...]“ Der ehemalige US-Soldat und UFO-Forscher Vaughn M. Greene widmete dieser Dogū-These ein ganzes Buch (The six thousand Year-old Space Suit, 1982).